# باز ميرفي
باز ميرفي (بالإنجليزية: Buzz Murphy)‏ هو لاعب كرة قاعدة أمريكي، ولد في 26 أبريل 1895 في دنفر في الولايات المتحدة، وتوفي بنفس المكان في 11 مايو 1938.

## وصلات خارجية
- باز ميرفي على موقعبيزبول رفرنس.كوم (الدوري الرئيسي) (الإنجليزية)
- باز ميرفي على موقعبيزبول رفرنس.كوم (الدوري الثانوي) (الإنجليزية)